# Australie-Samoa en rugby à XV
Cet article présente l'historique des confrontations entre l'équipe d'Australie et l'équipe des Samoa en rugby à XV. Les deux équipes se sont affrontées à cinq reprises, dont une fois en Coupe du monde. Les Australiens ont remporté quatre rencontres contre une seule pour les Samoans.

## Les confrontations
Voici la liste des confrontations entre ces deux équipes :
| No | Date              | Lieu                                      | Match                          | Score   | Compétition                       |
| -- | ----------------- | ----------------------------------------- | ------------------------------ | ------- | --------------------------------- |
| 1  | 9 octobre 1991    | Pontypool Park, Pontypool Pays de Galles  | Australie – Samoa occidentales | 9 – 3   | Coupe du monde (match de poule)   |
| 2  | 6 août 1994       | Sydney Football Stadium, Sydney Australie | Australie – Samoa occidentales | 73 – 3  | Test match                        |
| 3  | 26 septembre 1998 | Ballymore Stadium, Brisbane, Australie    | Australie – Samoa              | 25 – 13 | Qualification coupe du monde 1999 |
| 4  | 11 juin 2005      | Telstra Stadium, Sydney, Australie        | Australie – Samoa              | 74 – 7  | Test match                        |
| 5  | 17 juillet 2011   | Telstra Stadium, Sydney, Australie        | Australie – Samoa              | 23 – 32 | Test match                        |